# Красная Горка (форт)
Форт «Кра́сная Го́рка» (Алексеевский) (в 1919 году переименован в «Краснофлотский») — один из двух мощных береговых фортов Кронштадтской позиции Морской крепости Петра Великого. Строился в 1909—1914 годах для защиты от возможной атаки флота Германской империи. Входил в состав мощной минно-артиллерийской позиции, надёжно защищавшей подступы к Кронштадту и Санкт-Петербургу от подхода крупных кораблей противника. Назван по деревне Красная Горка, рядом с которой находился (ныне — посёлок Форт Красная Горка в Ломоносовском районе Ленинградской области).

## История

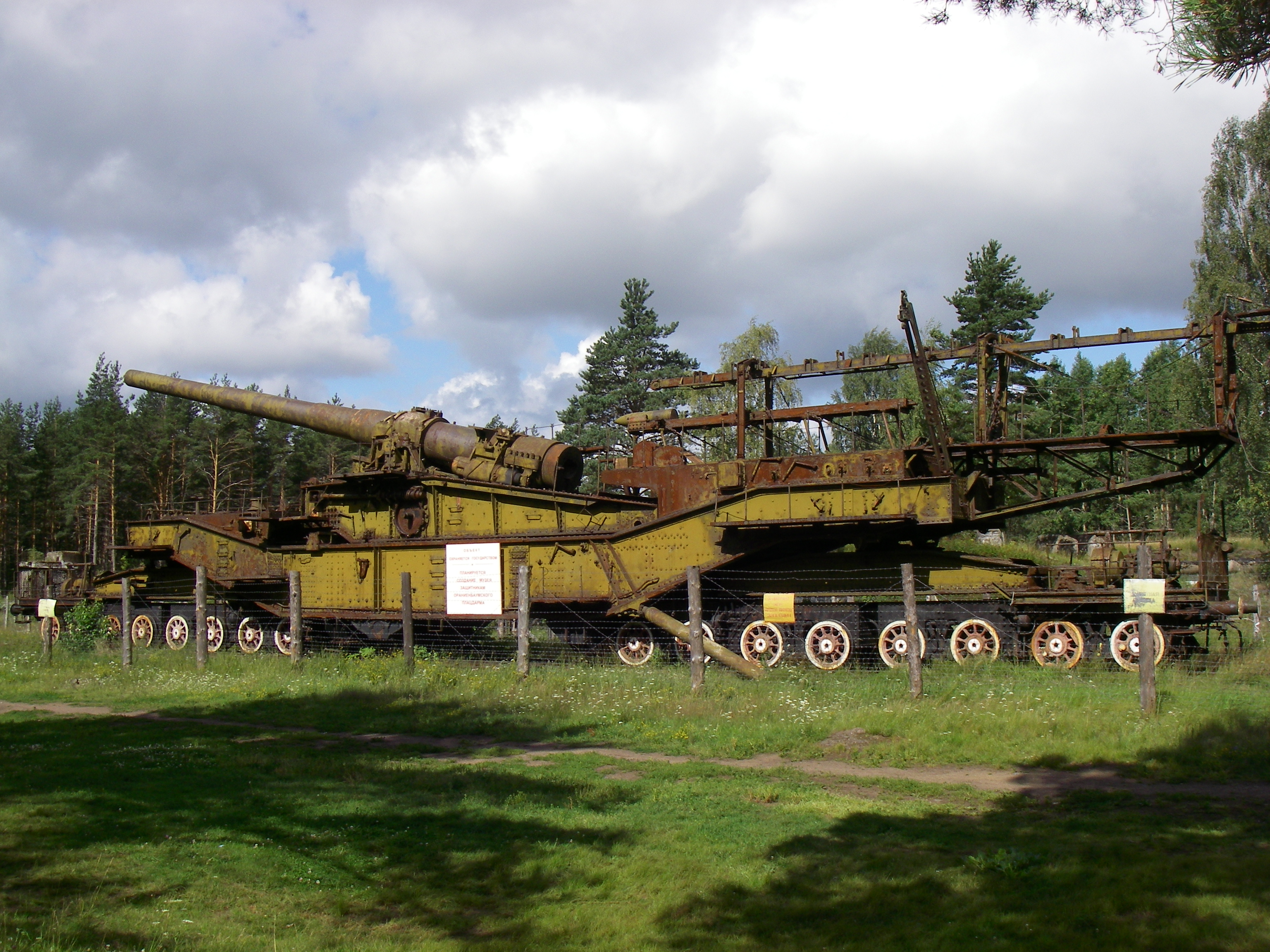
305-мм установка ТМ-3-12.

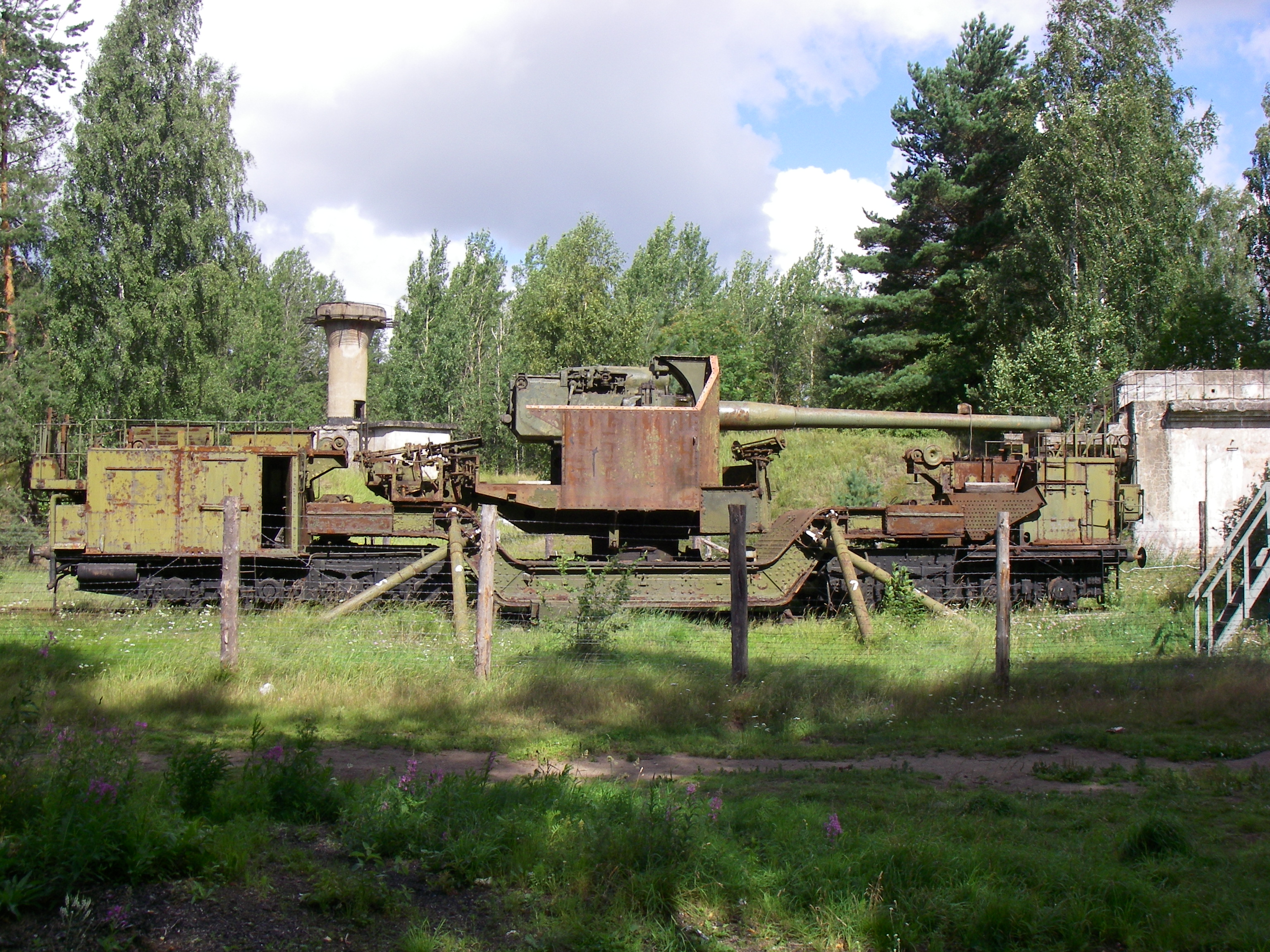
180-мм установка ТМ-1-180

Строительство под руководством генерал-майора Аполлона Алексеевича Шишкина было начато в 1909 году одновременно с фортом Ино (Николаевским) и закончено к 1915 году. Назван по деревне Красная Горка (ныне — посёлок Форт Красная Горка), рядом с которой находился.
Форт вошёл в строй в начале 1914 года. К началу мировой войны гарнизон форта был укомплектован по штатам военного времени (2000 артиллеристов, 2000 пехотинцев и более 500 военнослужащих других родов войск). В боевых действиях мировой войны форт участия не принимал.
К январю 1917 года гарнизон форта возрос до 5500 человек. В 1918 году в связи с близостью германской армии форт был заминирован. Взрыв был отменён, но заряды не были убраны. 19 августа во время сильной грозы несколько зарядов сдетонировали. На воздух взлетели пороховые погреба трёх орудий Канэ и четырёх 254-мм орудий. Артиллерийская прислуга погибла, орудия были сильно повреждены, а одно 254-мм орудие уничтожено.
Во время Гражданской войны форт входил в систему оборонительных укреплений «красного» Петрограда. К этому времени на форте имелось 25 орудий калибра от 76 до 305 мм. Во время боевых действий открывал огонь по противнику: 20 ноября 1918 года по захваченной финнами батарее «Пуммола», ранее входившей в систему укрепления форта «Ино», 29 июня 1919 года по транспортному судну противника.
13 июня 1919 года, во время наступления на Петроград Северного корпуса генерала А. П. Родзянко, гарнизон форта поднял антибольшевистское восстание, к которому присоединились форты «Серая лошадь» и «Обручев». 16 июня восстание было подавлено огнём и десантом с кораблей Балтийского флота (по форту было выпущено более 600 12" снарядов). Восставшие оборонялись, обстреливая Кронштадт и корабли красного Балтийского флота. 16 июня красноармейцы вошли в оставленный восставшими форт. Белая армия не смогла воспользоваться переходом форта на сторону белых, так как белые узнали о восстании только на третий день — день, когда восстание было ликвидировано. Гарнизон форта ушёл к белым.
30 октября 1919 года форт вступил в артиллерийскую дуэль с английским монитором «Эребус», выполнявшим робкую и запоздалую огневую поддержку Британским флотом наступления армии Юденича.
В 1919 году форт подвергался ударами английской авиации: с 29 сентября по 12 ноября 1919 года на сооружения форта выполнено 13 налётов (18 аэропланов), сброшено 176 бомб. Отмечены незначительные разрушения внутренних сооружений форта, попаданий в орудия или их повреждений добиться не удалось, в гарнизоне погибли 2 человека, ранены — 24.
В 1921 году орудия «Красной горки» вели огонь по Кронштадту, подавляя антибольшевистское восстание.

### В годы Второй Мировой войны
Во время Зимней войны, в 1939 году орудия «Красной Горки» вели огонь по финским позициям, расположенным на противоположном берегу залива. 26 февраля 1940 года финский одиночный бомбардировщик «Бленхейм» бомбил «Красную Горку».
К концу лета 1941 немецкие войска вошли в зону действенного огня артиллерии главного калибра «Красной Горки», и 31 августа 12-дм батареи открыли огонь по скоплениям войск противника в районе Копорья. В сентябре немцы вышли на берег Финского залива в районе Стрельны, образовался Ораниенбаумский плацдарм. Дальность работы артиллерии форта составляла около 25 километров, границы плацдарма проходили примерно в 30-и км от форта. На плечах красногорских артиллеристов было обеспечение безопасности фарватера — борьба с батареями финнов, которые могли обстреливать советские корабли и подводные лодки, уходящие на задание. Так, в постоянной боевой работе прошло два военных года. Также вокруг «Красной Горки» по железнодорожным путям курсировали бронепоезда «Балтиец» и «За Родину».
Осенью 1943 года на плацдарме началось сосредоточение войск для полного снятия блокады Ленинграда. 14 января 1944 года батареи «Красной горки» открыли огонь по узлам сопротивления в дер. Гостилицы и Дятлицы. Напряженная работа закончилась лишь к 27 января, когда окруженная стрельнинско-петергофская группировка противника перестала существовать, а немецко-фашистские войска отбросили на 65—100 км от Ленинграда.
С ликвидацией угрозы на юге, центр борьбы переместился на север – против войск противника на Карельском перешейке. Артподготовка прорыва Линии укреплений на перешейке продолжалась с 9 по 16 июня 1944 года, кроме батарей, с территории форта по финнам вели огонь и железнодорожные транспортеры ТМ-1-14 и ТМ-1-180, пришедшие сюда из Ленинграда. Боевая деятельность на форту и закончилась этими залпами.

### После войны
Первые послевоенные года прошли в восстановлении фортовского хозяйства, замене ветеранов флота — 6-дм орудий Канэ на современные 130-миллиметровки Б-13, установке на форту радиолокационной станции. А в 1950 году «Красная Горка» получила новую систему управления огнем.
После войны форт некоторое время поддерживался в боеготовом состоянии, потом его помещения использовали в качестве складов. Всё вооружение форта было демонтировано.

## Вооружение
- Батарея 8×11″ (280 мм) гаубиц;
- Батарея 8×10″ (254 мм) орудий Бринка;
- Батарея 6×6″ (152 мм) орудий Канэ;
- Батарея 4×12″ (305 мм) орудия в открытых установках;
- Батарея 4×12″ (305 мм) орудия в двухорудийных башнях конструкции А. Г. Дукельского.

В основу проекта был положен проект «русского форта» К. И. Величко. Орудийные позиции соединены друг с другом потернами и окружены подземными сооружениями. Своды бетонных сооружений достигали в толщину 183 см и были оборудованы противооткольным покрытием из гофрированного железа и двутавровых балок. Подвоз боеприпасов осуществлялся по железной дороге. С тыла форт был защищен мощным поясом полевых и долговременных укреплений, минным полем, проволочными заграждениями и рвом. Большое внимание при строительстве уделялось маскировке — орудийные позиции были прикрыты поясом железных «кустов», выкрашенных под цвет растительности.

## Форт в годы запустения

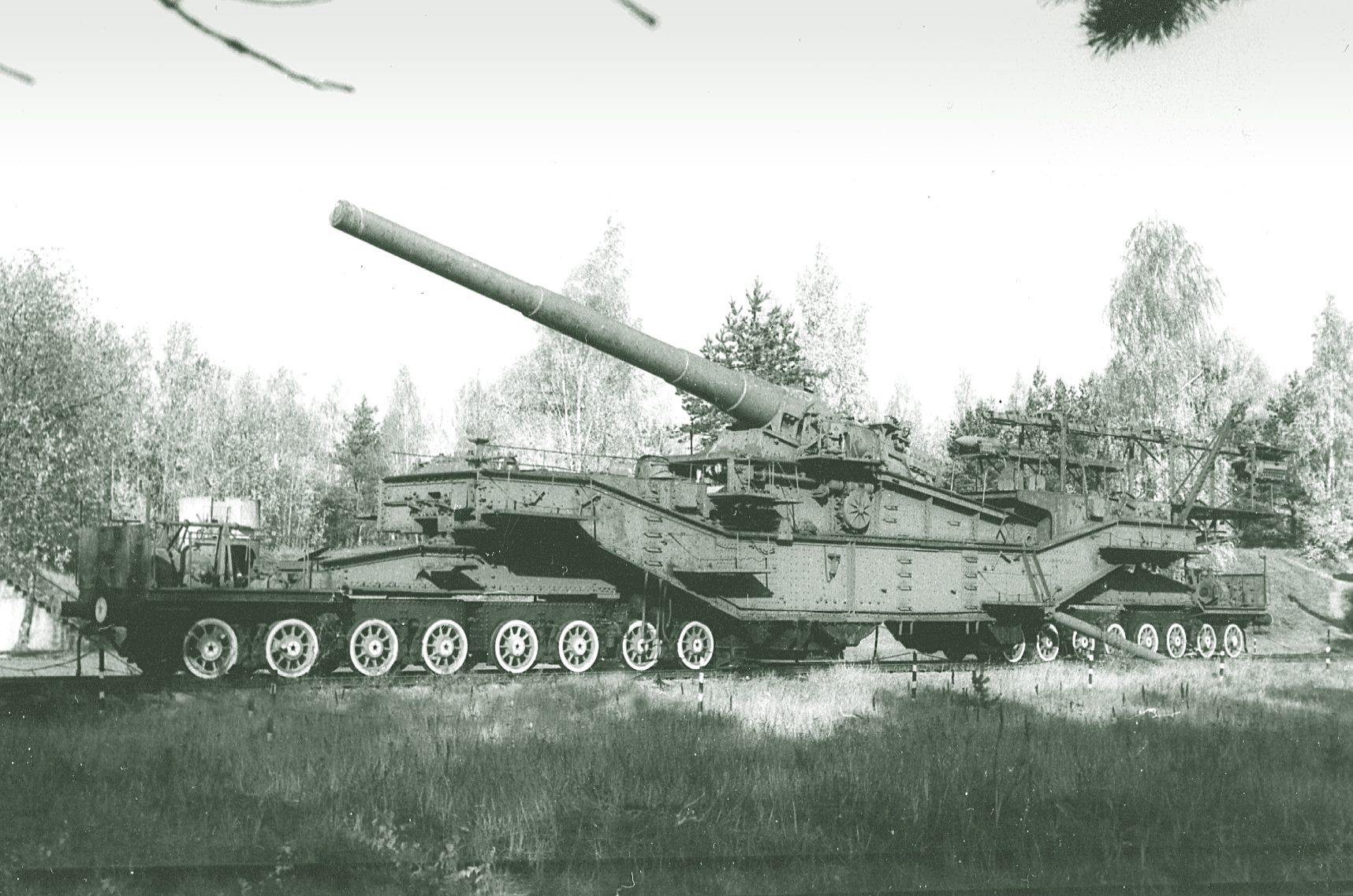
305 мм орудие на ж.д. транспортёре
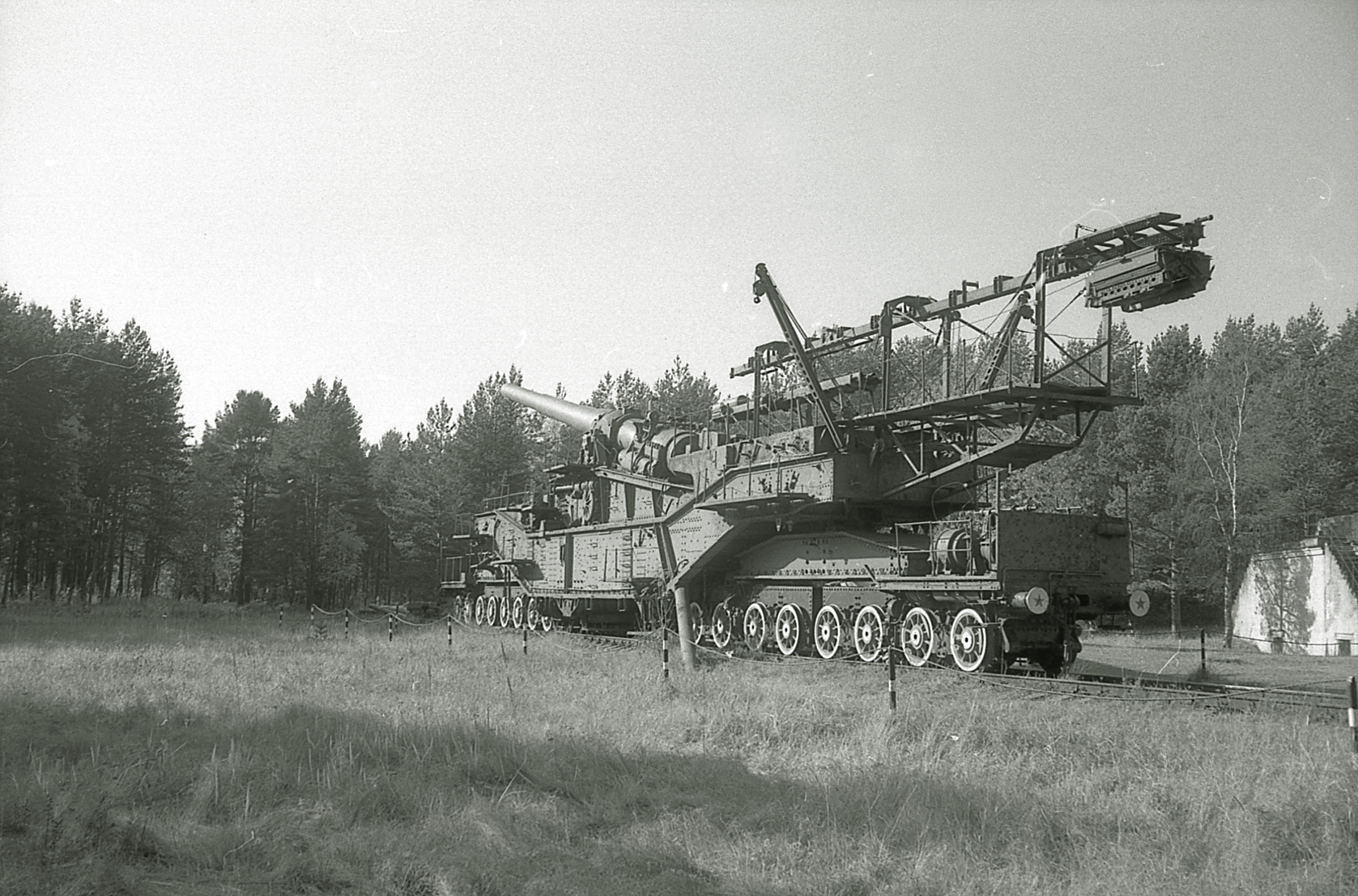
305 мм орудие (сзади)
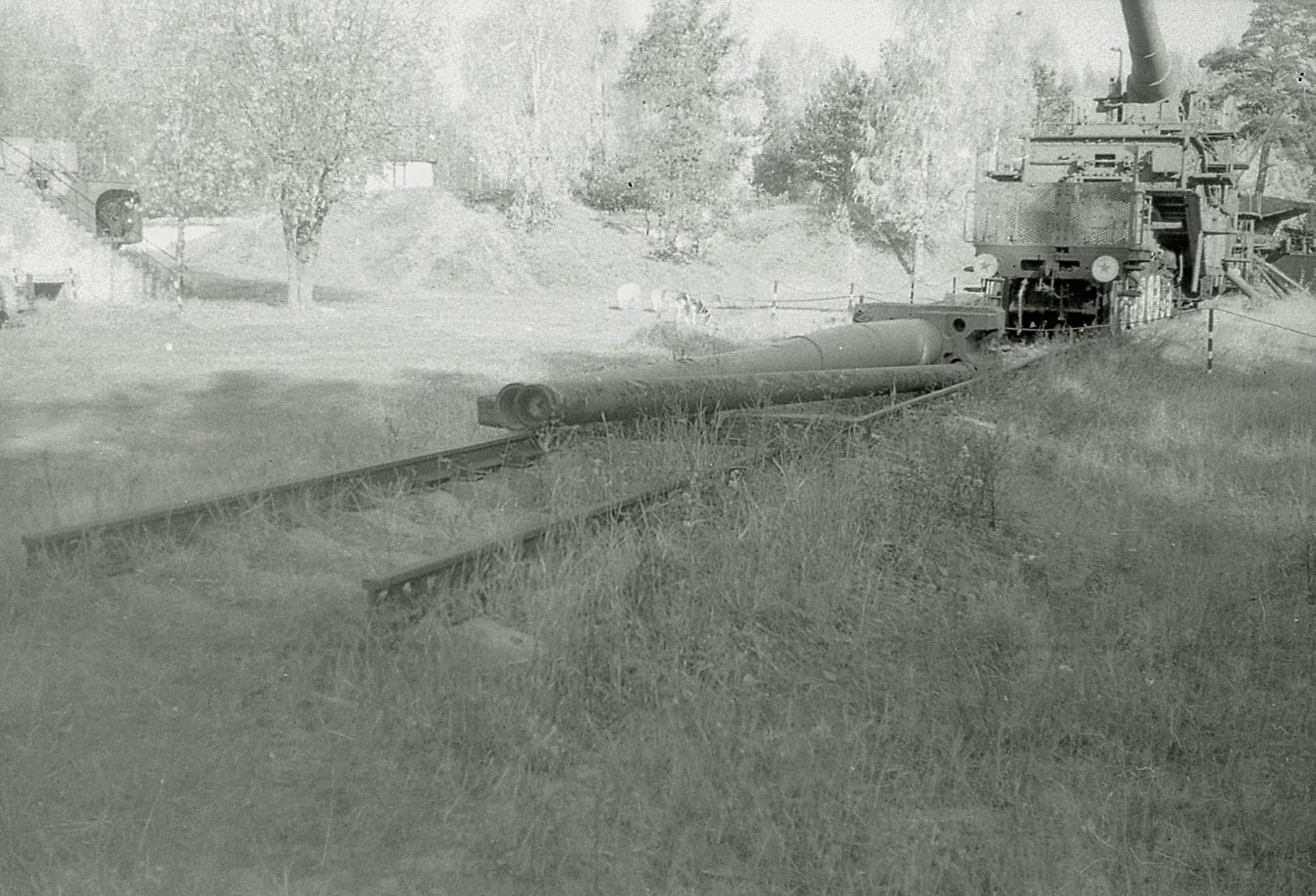
305 мм сменный ствол
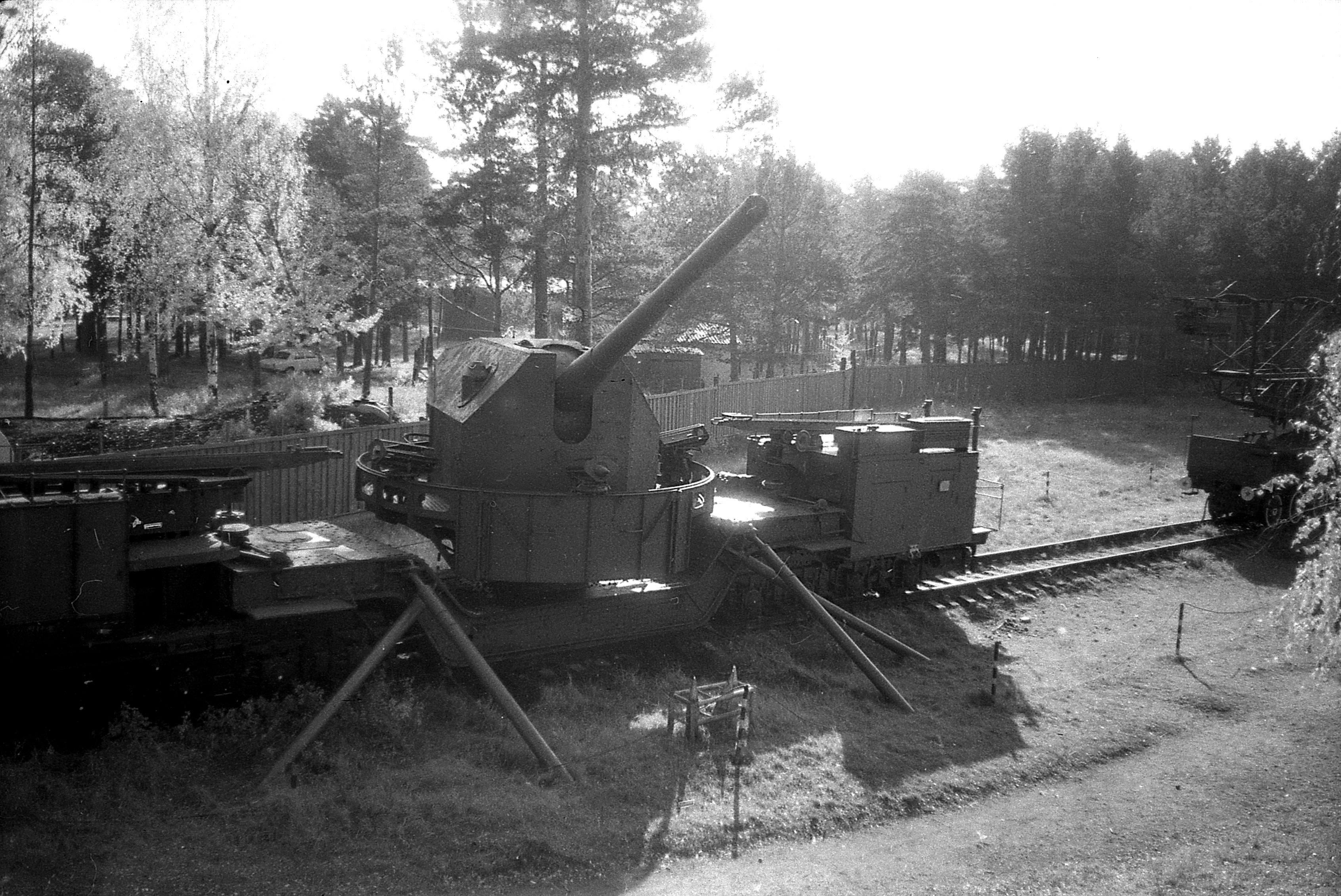
180 мм артиллерийская установка
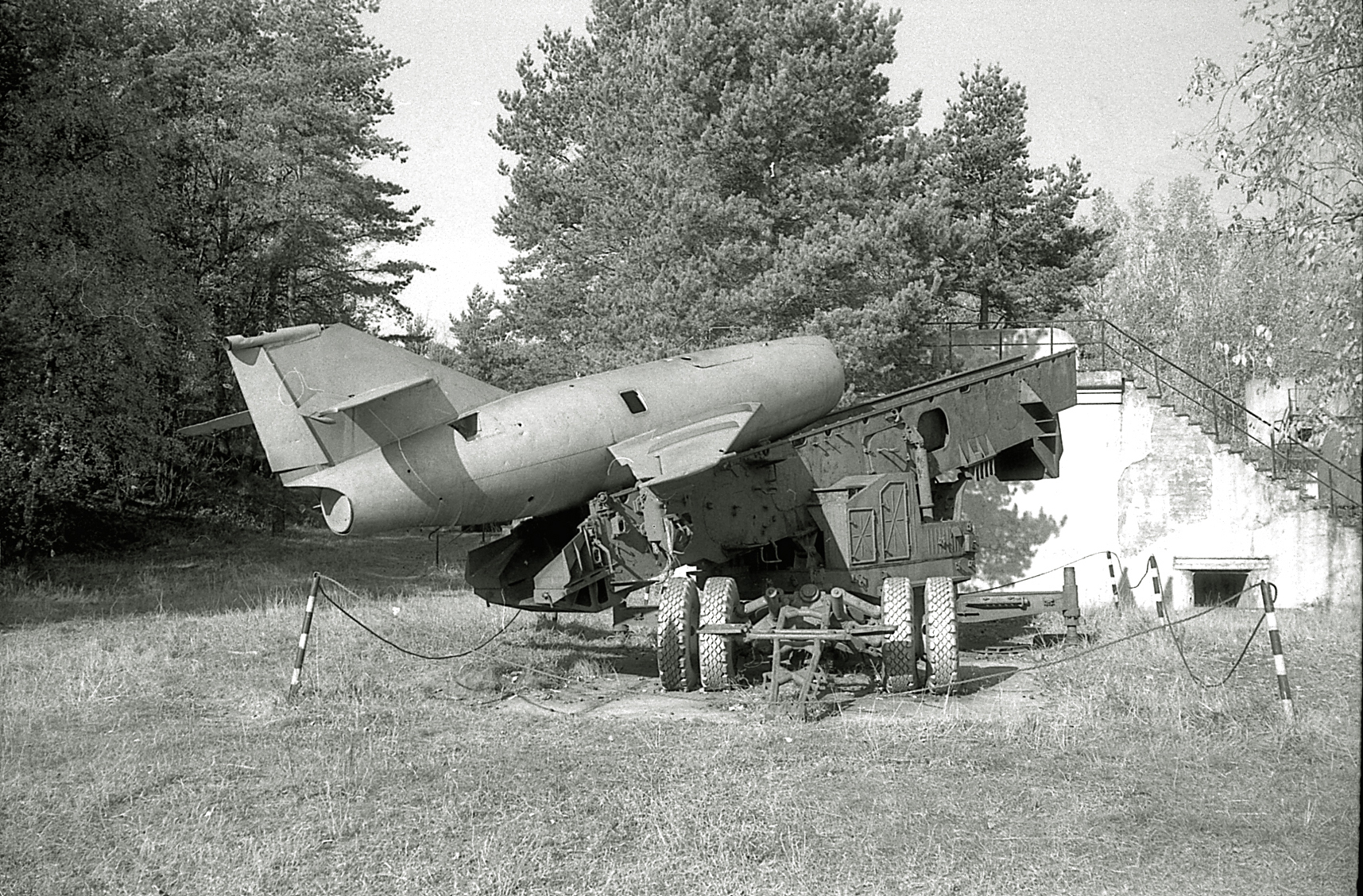
крылатая ракета КС-1 Комета (профиль)
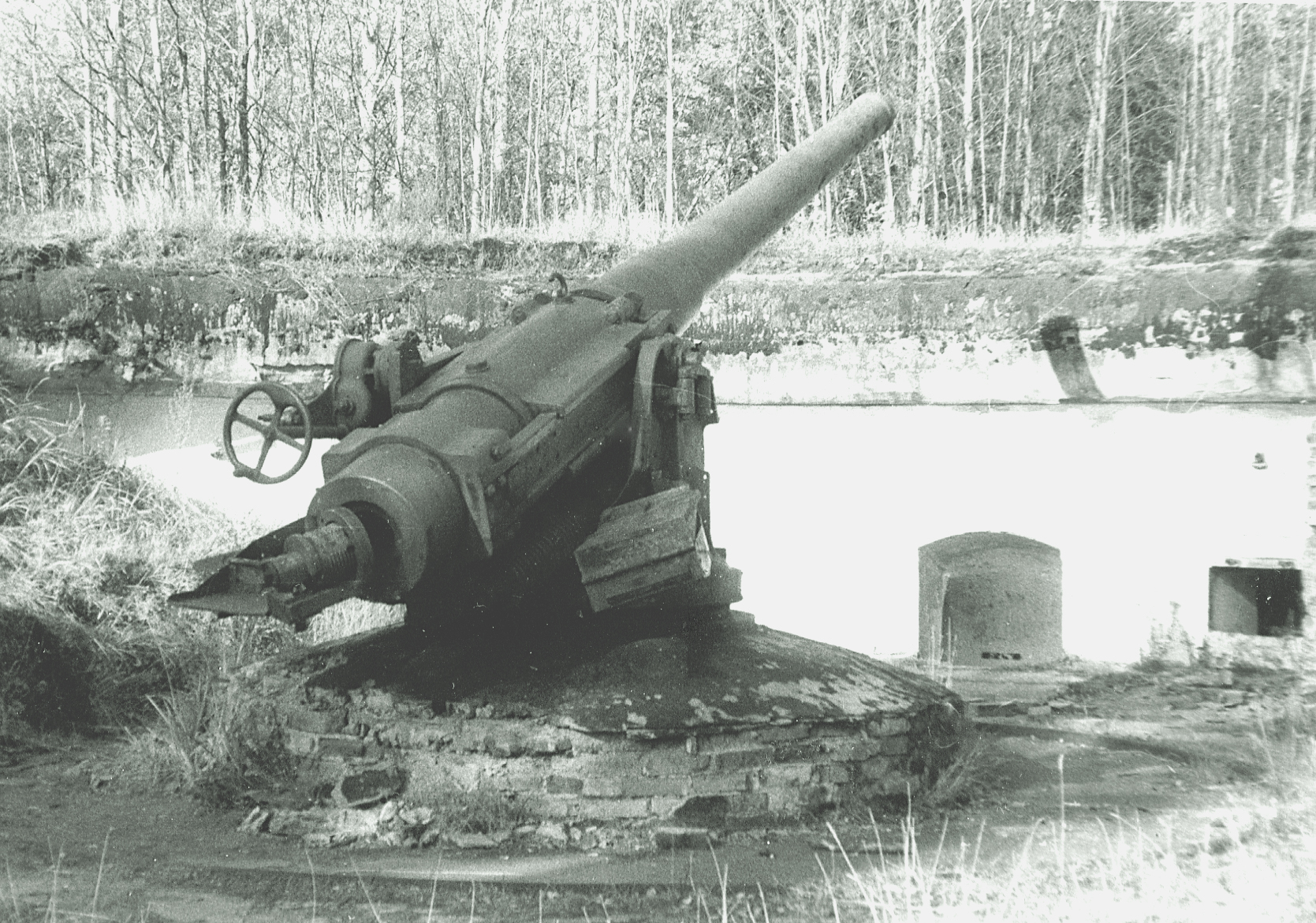
152 мм пушка Канэ
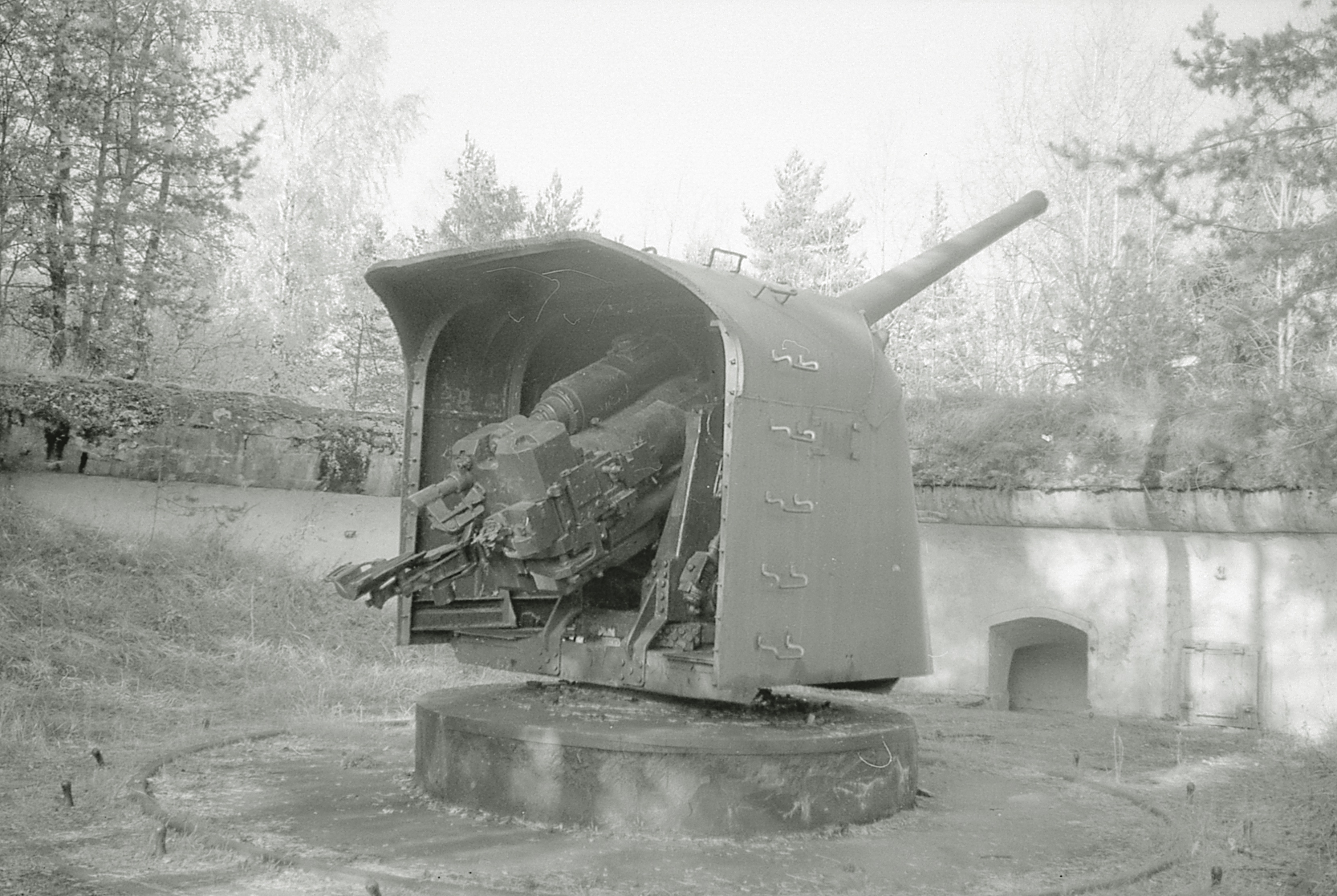
130 мм корабельная артиллерийская установка
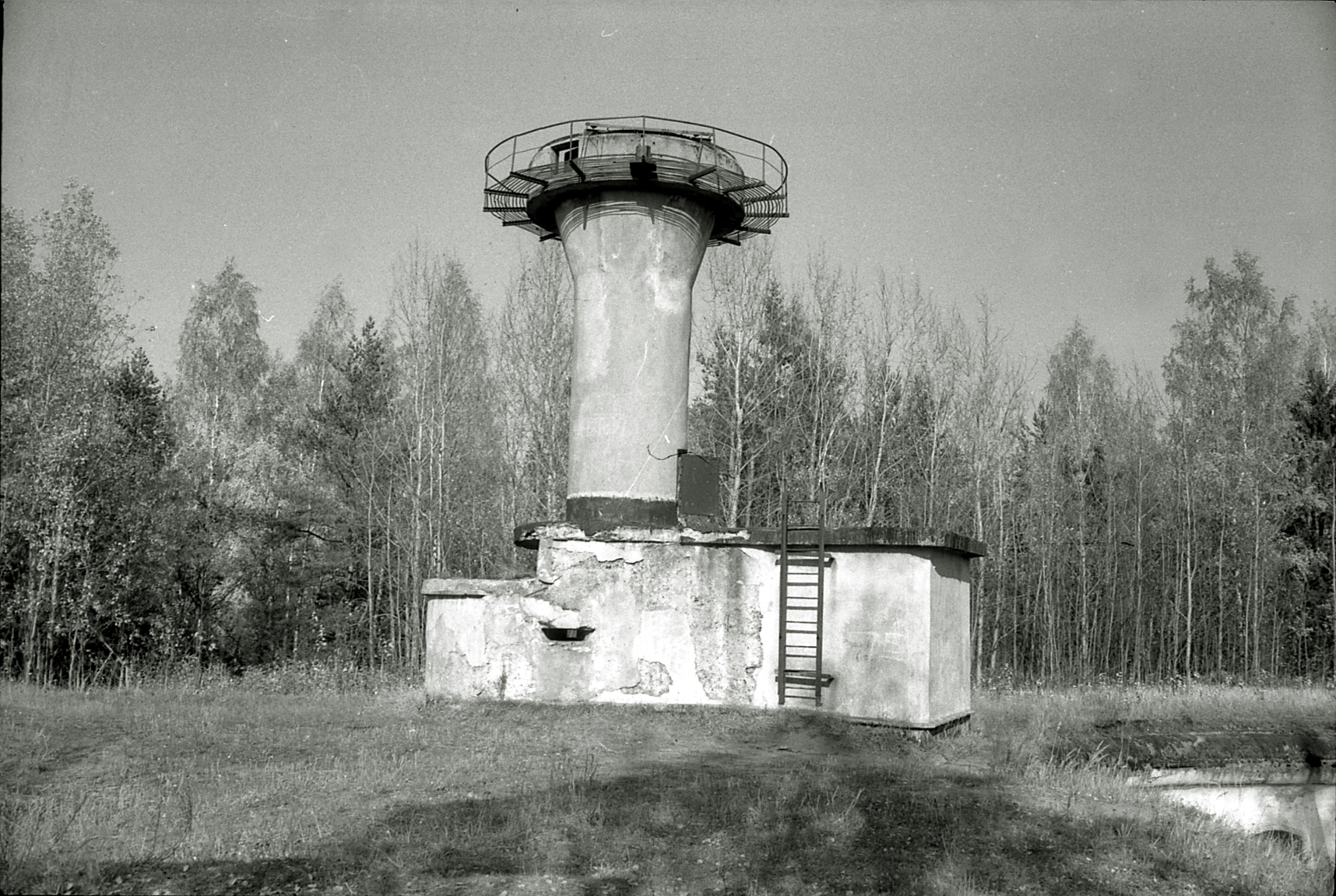
Командно-дальномерный пост